# Major Barbara (filme)
Major Barbara, é um filme britânico de 1941 produzido e dirigido por Gabriel Pascal.
O filme faz parte da lista dos 1000 melhores filmes de todos os tempos do The New York Times.